# 高伊玲
高伊玲（1978年2月14日—），台灣女演員、主持人，模特兒出身，2003年正式出道，目前在戲劇圈有參與戲劇演出
，早期是知名節目外景主持人，中間曾經短暫到美國當交換生十個月。
2012年7月與文史工作者謝哲青一同接下WTO姐妹會主持棒，2013年入圍第48屆金鐘獎綜合節目獎。
。

## 家庭
2010年7月與交往6年的室內設計師男友叔叔(暱稱)結婚，叔叔早前是凱渥模特兒，現轉行做室內設計師，近年客串拍過高鐵與麥當勞等廣告，與高伊玲都是模特兒出身。。

## 主持作品

### 電視
| 年份      | 頻道       | 節目         | 備註 |
| 2007-2011 | 八大综合台 | 世界正美麗   |      |
| 2012-2017 | 八大综合台 | WTO姐妹會    |      |
|           | 衛視中文台 | 真相HOLD得住 |      |
|           | 公共電視台 | 科技風向     |      |

## 演出作品

### 電視劇
| 年份   | 頻道                     | 劇名                    | 角色     |
| 2005年 | 八大電視台               | 大老婆小老公            |          |
| 2006年 | 八大電視台、華視         | 花样少年少女            | 吳琬絹   |
| 2007年 | 八大電視台、華視         | 親親小爸                | 顏佳人   |
|        | 公視                     | 我的这一班              |          |
| 2006年 | 八大電視台               | 東方茱麗葉              | 幼琪     |
|        | 八大電視台               | 愛戀狂潮                |          |
| 2011年 | 公視                     | 人生劇展-看見0.04的幸福 | 鄭明明   |
| 2015年 | 大愛電視台               | 幸福在我家              | 李麗珠   |
| 2015年 | 大愛電視台               | 文武親家                | 陳貴美   |
| 2019年 | 公視台語台               | 自由的向望—回來就好     | 李玉靜   |
| 2021年 | 大愛電視台               | 姊姊向前衝              | 羅秀錦   |
| 2022年 | HBO、CATCHPLAY+          | 良辰吉時                | 倫倫媽   |
| 2022年 | 公視、MyVideo、台視      | 茁劇場－滴水的推理書屋  | 邱檢     |
| 2022年 | LINE TV、CATCHPLAY+      | 我的牙想你              | RJ媽     |
| 2022年 | 愛奇藝國際站、東森戲劇台 | 第9節課                 | 廖秀華   |
| 2023年 | 華視、公視台語台         | 婚姻結業式2             | 駱怡     |
| 2023年 | Netflix                  | 此時此刻                | 明玲     |
| 2024年 | 公視                     | 我的婆婆怎麼那麼可愛2   | 施宜嘉   |
| 2024年 | 大愛電視台               | 血·拾人生               | 曾慶方   |
| 2025年 | GagaOOLala、Netflix      | 第一次遇見花香的那刻2   | YouTuber |
| 2025年 | 公視                     | 化外之醫                | 孫艷軍   |
| 2025年 | 大愛電視台               | 院長爸爸                | 張雁寒   |
| 2025年 | 公視                     | 零日攻擊                | 黃麗華   |
| 2026年 | 客家電視台               | 都市開基祖              |          |

### 電影長片
| 年份   | 片名                                      | 角色         |
| 2008年 | 花吃了那女孩（Candy Rain） - 夢見相反的夢 | Summer       |
| 2015年 | 屍憶                                      | 茵茵母       |
| 2021年 | 揭大歡喜                                  | 掏寶店員     |
| 2021年 | 靈語                                      | 林太太       |
| 2022年 | 女優，摔吧！                              | 擂台賽主持人 |
| 2023年 | 本日公休                                  | 高中生的媽媽 |
| 2025年 | 我家的事                                  | 阿秋         |

### 電影短片
- 生日快樂
- 姊姊

### 音樂錄影帶
- 梁靜茹「不想睡」
- 梁靜茹「聽不到」
- 梁靜茹「Fly Away」
- 周杰倫「妳聽得到」

## 廣告
- 藍山咖啡
- 維力小辣味
- 日盛銀行
- 東森寬頻
- 水平衡洗面乳
- 杜老爺酷冰沙
- 三菱SAVRIN汽車
- 統一手打麵
- 頂好超市
- 京都念慈菴綠色基地篇

## 獎項紀錄
| 年份   | 頒獎典禮           | 獎項             | 節目           | 結果 |
| ------ | ------------------ | ---------------- | -------------- | ---- |
| 2011年 | 第46屆金鐘獎       | 行腳節目主持人獎 | 《世界正美麗》 | 提名 |
| 2012年 | 第47屆金鐘獎       | 行腳節目主持人獎 | 《世界正美麗》 | 提名 |
| 2025年 | 第20屆大阪亞洲影展 | 藥師真珠獎       | 《我家的事》   | 獲獎 |
| 2025年 | 第27屆台北電影獎   | 最佳女主角       | 《我家的事》   | 獲獎 |

## 外部連結
- 高伊玲在香港影庫上的簡介
- 高伊玲的Facebook專頁
- 高伊玲的Instagram帳戶